# Кокбулак (Келеський район)
Кокбула́к (каз. Көкбұлақ) — село у складі Келеського району Туркестанської області Казахстану. Входить до складу Актобинського сільського округу.
До 2001 року село називалось Соціалістик Казахстан.
Населення — 1859 осіб (2021; 1507 у 2009, 1157 у 1999, 1242 у 1989).